# Internierungslager Neuengamme
Das Internierungslager Neuengamme war nach dem Zweiten Weltkrieg drei Jahre lang ein Internierungslager der Britischen Rheinarmee in der Britischen Besatzungszone für mutmaßliche Kriegsverbrecher, SS-Angehörige, NS-Funktionäre und belastete staatliche Funktionsträger insbesondere aus Hamburg und Schleswig-Holstein. Für dieses Internierungslager in Hamburg-Neuengamme wurden das Gelände und die Gebäude des ehemaligen KZ Neuengamme genutzt. Ab November 1945 wurde das Lager offiziell als „No. 6 CIVILIAN INTERNMENT CAMP“ (CIC 6) bezeichnet.

## DP- und Kriegsgefangenenlager
Unmittelbar nach Ankunft der britischen Armee im geräumten KZ Neuengamme wurden Teile des weitgehend intakten Lagers ab dem 9. Mai 1945 für vier Wochen mit Displaced Persons, hauptsächlich befreiten sowjetischen Zwangsarbeitern, belegt. Andere Lagerabschnitte dienten anschließend als Kriegsgefangenenlager für Angehörige der Waffen-SS. Nach den Vereinbarungen zur Internierung im Rahmen der Potsdamer Konferenz richtete die britische Militärregierung im Juni 1945 auf diesem Areal ein Internierungslager ein. Ende Mai 1945 befanden sich in dem Lager 10.000 Personen.

## Einrichtung des Internierungslagers
Ab dem 11. Juli 1945 übernahm das belgische 25. Füsilierbataillon und ab dem 3. November 1945 das britische Militär die Bewachung des Lagers. Offiziell wurde das Lager ab November 1945 als „No. 6 CIVILIAN INTERNMENT CAMP“ benannt. Personen die automatisch in Internierung genommen wurden, waren Angehörige der SS, Waffen-SS, SD, Gestapo, NS-Funktionäre und mutmaßliche Kriegsverbrecher. Zunehmend wurden auch belastete staatliche Funktionsträger interniert.
Für das Internierungslager wurden die alte stillgelegte Ziegelei und das ehemalige KZ-Gelände genutzt. In den Holzbaracken fanden jeweils etwa 200 Internierte Platz. Im Oktober 1945 waren etwa 8.000 Personen im Lager interniert. Ein weiteres Camp wurde im Mai 1946 errichtet zur Erfassung und Vernehmung von Internierten. Unter zunehmend besseren Lagerbedingungen (freiwilliger Arbeitseinsatz, erträgliche Lebensmittelversorgung), konnten sich die Internierten mit Unterstützung staatlicher und kirchlicher Stellen kulturellen Aktivitäten widmen. Zu den prominentesten Häftlingen gehörte Friedrich Flick, der 1947 im Nürnberger Flick-Prozess zu sieben Jahren Gefängnis verurteilt wurde. In einem separaten Lager waren mutmaßliche Kriegsverbrecher wie Mitglieder der ehemaligen KZ-Wachmannschaften inhaftiert. Ab dem Sommer 1947 wurden etwa 4.400 der internierten Angehörigen der durch den Internationalen Militärgerichtshof als verbrecherisch erklärten NS-Organisationen vor der Spruchkammer Hamburg-Bergedorf angeklagt und entnazifiziert. Weniger Belastete wurden teils amnestiert.

## Transitcamp
Ab Herbst 1946 befand sich neben dem Internierungslager auch ein Transitcamp für deutsche Familien, die aus asiatischen, afrikanischen und europäischen Ländern ausgewiesen wurden. Zumeist handelte es sich um Missionare und deren Familien. In diesem einzigen Transitcamp der Britischen Besatzungszone wurden die neu angekommenen Insassen vernommen und auf Mitgliedschaft in der NSDAP/AO sowie Spionagetätigkeit überprüft. Der Großteil der Insassen konnte das Lager nach der Überprüfung bereits wenige Tage später wieder verlassen. Wer der NSDAP/AO angehört hatte oder unter Spionageverdacht stand, wurde in das Internierungslager Neuengamme verlegt. So wurden z. B. zur Jahreswende 1946/47 mit zwei Schiffen aus Indien repatriierte Zivilinternierte, die seit Jahren in tropischen Klima gelebt hatten, unter Bedingungen untergebracht, die sich von denen der Vorgängerverwaltung wenig unterschieden. Diese Zivilisten, die teilweise siebenjährige Haft hinter sich hatten, sollten hier überprüft werden.

## Ende des Internierungslagers
Am 13. August 1948 wurde das aus sechs Lagern bestehende „Civil Internment Camp No. 6“ durch die britische Militäradministration aufgelöst. Das Gelände wurde danach der Stadt Hamburg übergeben. Später befanden sich dort von 1948 bis 2006 Justizvollzugsanstalten und seither die KZ-Gedenkstätte Neuengamme.